# Der Steinerne Schlüssel
Der steinerne Schlüssel (Sprockhoff Nr. 852) is een oost-westelijk georiënteerd hunebed. Het hunebed is onderdeel van de Straße der Megalithkultur. 
Het hunebed heeft een trapeziumvorm en is 4,9 meter lang en de korte zijden zijn 2,0 en 1,4 meter breed. Er zijn geen resten van een dekheuvel. Het megalitisch bouwwerk ligt 1,3 kilometer ten zuiden van Apeldorn en noordelijk ten opzichte van Meppen in Emsland, Nedersaksen. 
Het midden van de grafkamer is vernietigd. Van de drie dekstenen zijn er nog slechts twee bewaard gebleven op de oorspronkelijke plek. Er zijn acht draagstenen. Zeven van deze draagstenen staan op de oorspronkelijke plek en er is één verplaatst. Er zijn resten van de gang aan de zuidkant, die typisch is voor een ganggraf uit de trechterbekercultuur.
Het bouwwerk is opgericht tussen 3500 en 2800 v.Chr. In 1864 vond J.H. Müller bij een onderzoek scherven keramiek. 
De naam steinerner Schlüssel (stenen sleutel) is volgens Claudia Liebers verklaarbaar door het volksgeloof. Men geloofde dat baby's met een sleutel uit de steen gehaald konden worden.